# ダニエル・ドーラン (司教)
ダニエル・ライトル・ドーラン (Daniel Lytle Dolan, 1951年5月28日 – 2022年4月26日) は、アメリカ人の教皇座空位主義者の司教である。

## 経歴

### 司祭として
ルフェーブルは SSPX のアメリカ人司祭らに、1962年版のミサ典礼書に従うよう指導したが、ドーラン他8名の司祭はこれを拒否した。1983年4月27日、当該9名の司祭は、彼らに同情的だった神学生数名とともに、1962年の改訂版ミサ典書の使用を拒否したことや、SSPX の司祭は現地教区の婚姻法廷により下された婚姻無効の命令を受け入れるべしというルフェーブルの命令への抵抗、および教皇パウロ6世により改訂された秘跡の儀式に従って叙階された司祭を SSPX 新規会員として受け入れるという会の方針に対する不服従などの理由で、ルフェーブルにより即座にSSPX から追放された。ほぼ直ちに、彼らは聖ピオ五世会 (SSPV) を設立した。

### 司教として
1993年11月30日、ウェストチェスターの Saint Gertrude the Great Church にて、Pivarunas がドーランを司教に聖別した。
1999年5月11日、メキシコのゲレーロ州アカプルコで、ドーランは Pivarunas による Sociedad Sacerdotal Trento (Priestly Union of Trent) の司祭 Martín Dávila Gandara の司教聖別を共同司式者として支援した。 
2018年2月22日、米国フロリダ州Brooksvilleで、ドーランはドナルド・サンボーン司教による Roman Catholic Institute のJoseph Selway 神父の司教聖別を、共同司式者として支援した。
2021年9月29日、ドーランは、2012年のSSPX-Resistance に参加した司祭である、ブラジル人の Rodrigo da Silva 神父を司教に聖別し、メキシコおよび南米の司教とした。
2022年4月26日、Saint Gertrude the Great Church の Stephen McKenna 神父は、同日のドーラン司教の突然死をアナウンスした。

## 参照
1. ↑  “Some Catholics hold fast to tradition”. St. Petersburg Times:  p. 8. (2003年12月27日) 2011年2月26日閲覧。
2. ↑  Cuneo, Michael W. (1999-10-22) (英語). The Smoke of Satan: Conservative and Traditionalist Dissent in Contemporary American Catholicism. JHU Press. ISBN 978-0-8018-6265-6
3. ↑  Most Rev. Daniel Dolan (29 August 2021). “"The Bishop’s Corner"”. SGG Parish Bulletin:  p. 3.
4. ↑  “Fr Stephen Mckenna による Twitter 投稿”. Twitter. 2023年6月20日閲覧。